# Jean Franco
Jean Franco (* 31. März 1924 in Dukinfield, Greater Manchester, Vereinigtes Königreich; † 15. Dezember 2022 in New York City, New York Vereinigte Staaten) war eine britische Literaturwissenschaftlerin (Lateinamerikanistik) und Literaturkritikerin.

## Leben und Wirken
Franco studierte an den Universitäten von Manchester und London. Nach erfolgreichem Abschluss berief man sie an die University of Essex; später übernahm sie einen Lehrstuhl an der University of London.
Längere Zeit lehrte Franco auch an den Universitäten von Stanford und Columbia. An letzterer wurde sie emeritiert, blieb dieser Universität aber noch in vielfältiger Weise verbunden. Von 1989 bis 1991 war sie Präsidentin der Latin American Studies Association.
Franco machte sich um die Literatur in Lateinamerika verdient; ein wichtiger Schwerpunkt war für sie dabei auch die Frauenforschung.
Sie starb am 15. Dezember 2022 in ihrem Zuhause im New Yorker Stadtteil Manhattan im Alter von 98 Jahren.

## Ehrungen
- 1992 Dr. h. c. der Universität von Essex
- 1996 P.E.N. Award
- 2000 Silvert Award der Latin American Studies Association
- 2012 Dr. h. c. der Columbia-Universität[2]

## Schriften (Auswahl)
Aufsätze
- Beyond ethnocentrism. Gender, power and the third-world intelligentsia. In: Patrick Williams u. a. (Hrsg.): Colonial discourse and post-colonial theory. A reader. University Press, New York 1994, S. 359–370, ISBN 0-231-10020-5.
- Globalization and the crisis of the popular. In: Ton Salman (Hrsg.): The legacy of the disinherited. Popular culture in Latin America (Latin American Studies; Bd. 76). CEDLA, Amsterdam 1996, S. 263–278, ISBN 90-70280-46-9.
- Killing priests, nuns, women, children. In: Nancy Scheper-Hughes (Hrsg.): Violence in war and peace (Blackwells Reader in anthropology; Bd. 5). Blackwell Publ., Malden, Mass. 2004, S. 196–199, ISBN 0-631-22348-7.
- A touch of evil. Jesusa Rodriguez' subversive church. In: Diana Taylor u. a. (Hrsg.): Negotiating performance. Gender, sexuality, and theatricality in Latin America. University Press, Durham, N.C. 1994, S. 159–175, ISBN 0-8223-1504-1.

Monographien
- The decline and fall of the lettered city. Latin America and the cold war. University Press, Cambridge, Mass. 2002, ISBN 0-674-00752-2.
- An introduction to Spanish-American Literature. 3. Aufl. University Press, Cambridge 1994, ISBN 0-521-44479-9.
- The modern culture of Latin America. Society and the artist. Pall Mall Press, London 1967, OCLC 01990558.
- César Vallejo. The dialectics of Poetry and Silence. University Press, Cambridge 1976, ISBN 0-521-21063-1.
- Plotting women. Gender and representation in Mexico. University Press, New York 1989, ISBN 0-231-06422-5.

Werkausgabe
- Mary L. Pratt, Kathleen Newman (Hrsg.): Critical Passions. Selected essays. University Press, Durham, N.C. 1999, ISBN 0-8223-2248-X.